# لانگوم، مونموت‌شر
لانگوم (به انگلیسی: Llangwm) یک منطقهٔ مسکونی در بریتانیا است که در مونموت‌شر واقع شده‌است. لانگوم ۴۴۰ نفر جمعیت دارد.